# Hyundai Santa Fe
El Hyundai Santa Fe es un vehículo utilitario deportivo del segmento D producido por el fabricante de automóviles surcoreano Hyundai. Existen cinco generaciones del Santa Fe, lanzadas entre 1999 y 2023. El Santa Fe existe con tracción delantera y tracción a las cuatro ruedas y es el primer todoterreno desarrollado completamente por Hyundai. Entre sus competidores se encuentran el Honda Pilot, Ford Edge, Mazda CX-7, Mitsubishi Outlander, Kia Sorento, Nissan Murano y Toyota Highlander.

## Primera generación (1999-2006)
La primera generación del Santa Fe se vendió con cinco plazas, en la versión GOLD se incluian una tercera hilera de asientos para niños. Existió con un motor Diesel de 2.0 litros con turbocompresor e inyección directa con tecnología common raily otra de las mismas características sin turbocompresor y con tres motores de gasolina, un cuatro cilindros en línea de 2.4 litros de cilindrada, un V6 de 2.7 litros y 173 CV de potencia máxima y un V6 de 3.5 litros de cilindrada y 200 CV. Estaba disponible con transmisión automática de cinco velocidades y otra de transmisión manual de 5 velocidades.

## Segunda generación (2006-2012)
La segunda generación se presentó oficialmente en el Salón del Automóvil de Detroit de 2006. Recibe opcionalmente una tercera fila de asientos, lo que le permite transportar hasta siete personas.
Sus motorizaciones son dos gasolina con seis cilindros en V, un 2.7 litros de 189 CV y un 3.3 litros de 242 CV, y un Diesel CRDI de alta tecnología (common rail y turbocompresor de geometría variable) con cuatro cilindros en línea de 2.2 litros de cilindrada y 155 CV. Este motor cumple con las normas de emisión Euro IV. Posee transmisión manual o automática secuencial, ambas de cinco velocidades.
La versión con tracción a las cuatro ruedas utiliza un mecanismo que controla de manera automática la tracción entre el eje delantero y trasero. Este sistema es capaz de anticiparse a las posibles pérdidas de tracción. En condiciones normales, la tracción se transfiere al eje delantero, pero en condiciones más adversas (curvas, superficies resbaladizas, pendientes, etc) envía la tracción requerida al eje trasero. También le otorga la posibilidad al conductor de bloquear manualmente la distribución homogénea de la tracción en ambos ejes, mediante un botón ubicado en el salpicadero.

## Tercera generación (2012-2018)
El Grand Santa Fe de tercera generación se presentó al público en el Salón del Automóvil de Nueva York de 2012 y se comenzó a vender en septiembre de ese año. Existe una versión corta y una larga, la segunda con 215 mm más de longitud, que tienen cinco y siete plazas respectivamente. La versión larga se denomina santa fe y reemplaza al Hyundai Veracruz, un modelo del segmento E.
Los motores gasolina son un cuatro cilindros en línea de 2,4 litros y 193 CV, y un 2,0 litros turboalimentado de 265 CV. Por su parte, los Diesel son un cuatro cilindros de 2,0 litros y 150 CV, y un cuatro cilindros en línea de 2,2 litros y 197 CV.

## Cuarta generación (2019-2023)
El New Hyundai Santa Fe, modelo que ya va en su cuarta generación y que en esta nueva fase, llega con importantes cambios, radicales si se le quiere llamar, tanto en estilo, como en tecnología, de modo así poder tener más herramientas con las cuales enfrentarse a sus nuevos rivales. ofrece en dos versiones, una de 5 pasajeros y una para 7, la que será llamada Santa Fe XL (Grand santa fe).
Ya habíamos hablado un poco de su diseño, con una importante influencia del crossover millenial Kona y que, a su vez, parece haber tomado algunos rasgos de los libros de Citroën, en especial la configuración con dos focos independientes, los de arriba de uso diurno con LED y los de abajo, como proyectores principales. De los focos superiores se desprende un perfil cromado del cual se desprende la nueva parrilla de Hyundai. También hay nuevos pliegues y formas conforme nos acercamos a la zaga, con una imagen quizás menos fluida, pero mucho más fresca.
En dimensiones, Santa Fe mide 4,770 mm de largo, 1,890 mm de ancho y 1,680 mm de alto, con una distancia entre ejes de 2,765 mm. Esto significa que el SUV ha crecido en 70 mm de largo y 10 mm de ancho, con una distancia ampliada de batalla de 65 mm, todo en mejora de la habitabilidad interior. Incluso el tamaño del maletero sube de 585 a 625 litros en el modelo normal, mientras que en el de 7 plazas quedan 130 litros disponibles.
Hyundai dotará a Santa Fe con un motor Turbo de 2 litros que entrega 235 Hp y 353 Nm de torque. Por el lado de los diésel, la unidad de 2 litros CRDi entregara 186 Hp y 402 Nm, con el 2.2 CRDi alcanzando 202 Hp y 441 Nm. Para el mercado latinoamericano se mantendrá el 2.4 gasolina 172 hp y en 2.2 crdi .Estos bloques se asociarán a una transmisión automática de 8 velocidades y a un sistema de tracción a las cuatro ruedas, como opcional.

## Quinta generación (2024-presente)

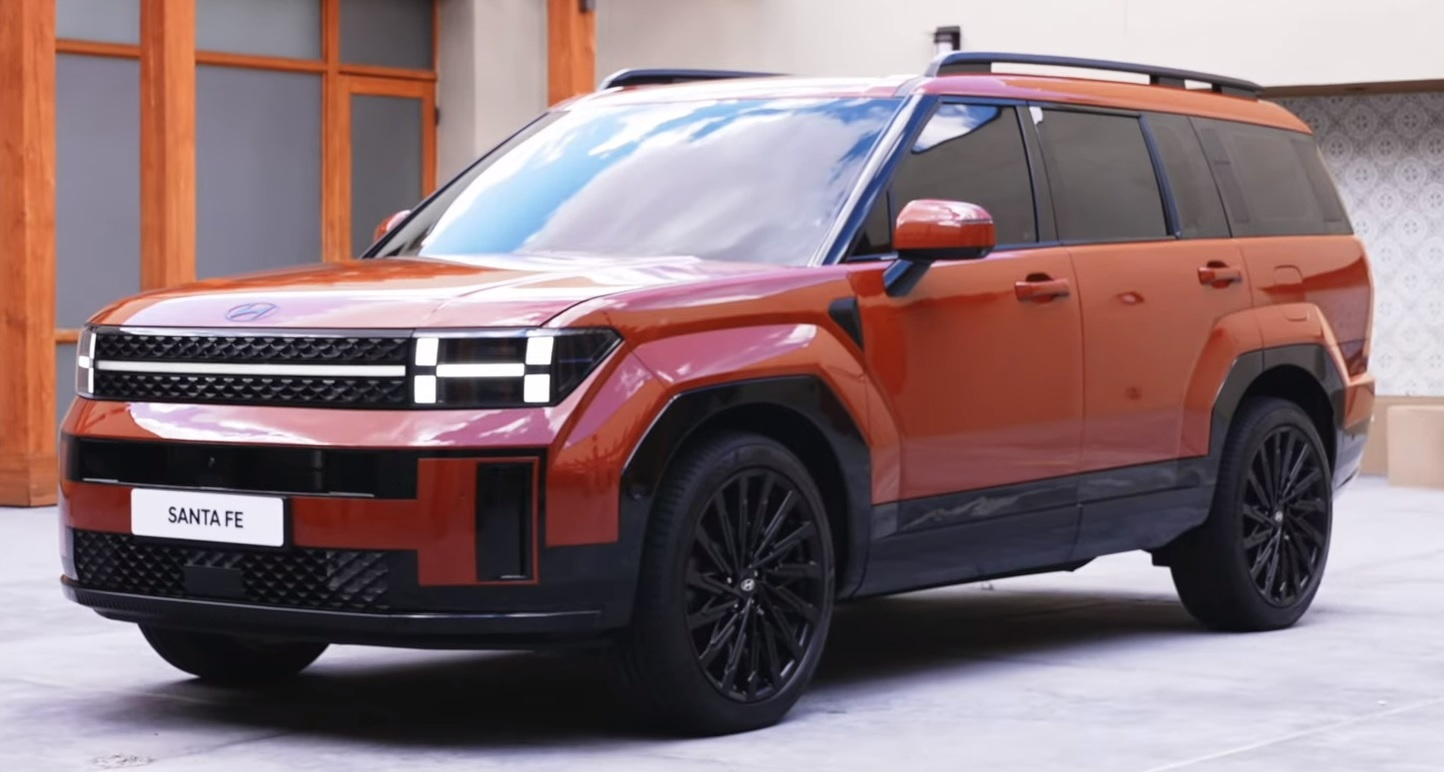
Hyundai Santa Fe (quinta generación) 2024-presente

La quinta generación del Hyundai Santa Fe fue lanzada en 2024 y constituye un rediseño casi total de las generaciones anteriores. Sus faros delanteros y traseros están diseñados con el esquema "H" del logo de la marca. Asimismo, los faros traseros actualizan su posición, llevando en consecuencia un estilo atípico en las crossovers de la marca: posición mucho más posterior. El diseño general de la SUV es mucho más simétrico, casi rectangular. Incorpora una especie de manubrio en el cristal lateral posterior que permite la movilidad en el techo del automóvil. Se prevée su continuidad por los próximos años.
1. ↑  Herráez, Mario (10 de marzo de 2022). «La increíble historia del Hyundai Santa Fe». Auto Bild España. Consultado el 29 de septiembre de 2024.
2. ↑  «2007 Hyundai Santa Fe II (CM) | Ficha técnica, Consumo, Medidas». www.auto-data.net. Consultado el 29 de septiembre de 2024.
3. ↑  «Hyundai Santa Fe 2015-2018». Carsized.com. Consultado el 29 de septiembre de 2024.
4. ↑  Consumer Reports (2019). Hyundai Santa Fe 2019. https://www.consumerreports.org/suvs/2019-hyundai-santa-fe-first-drive-review/
5. ↑  Hyundai USA: Santa Fe 2025.https://www.hyundaiusa.com/us/en/vehicles/santa-fe

- Datos: Q489852
- Multimedia: Hyundai Santa Fe / Q489852